# زیردریایی یو-۲۱۱
زیردریایی یو-۲۱۱ (به انگلیسی: German submarine U-211) یک زیردریایی بود که طول آن ۶۷٫۱ متر (۲۲۰ فوت ۲ اینچ) بود. این زیردریایی در سال ۱۹۴۲ ساخته شد.